# Syzygium sphaeranthum
Syzygium sphaeranthum är en myrtenväxtart som först beskrevs av François Gagnepain, och fick sitt nu gällande namn av Elmer Drew Merrill och Lily May Perry. Syzygium sphaeranthum ingår i släktet Syzygium och familjen myrtenväxter.
Artens utbredningsområde är Laos. Inga underarter finns listade i Catalogue of Life.